# الجمعية الدولية لعلماء الإبادة الجماعية
الجمعية الدولية لعلماء الإبادة الجماعية (IAGS) هي منظمة دولية غير حزبية تأسست في عام 1994م تسعى إلى إجراء المزيد من البحث والتدريس حول طبيعة وأسباب وعواقب الإبادة الجماعية ، وللبحث في دراسات السياسات المتعلقة بمنع الإبادة الجماعية. يتمثل الهدف المركزي للجمعية في جذب الأكاديميين والنشطاء والفنانين والناجين من الإبادة الجماعية والصحفيين والفقهاء وصانعي السياسة العامة إلى دراسة الإبادة الجماعية.